# Open Sans
Open Sans est une police de caractères sans sérif créée en 2010 par Steve Matteson sur une commande de Google. Elle existe en cinq variantes de graisse (300 Light, 400 Normal, Semi-Bold 600, Bold 700 et Extra-Bold 800) avec pour chacune d'entre elles une version italique, soit un total de 10 variations. Il existe également une police séparée baptisée Open Sans Condensed avec trois variations de largeur. Open Sans a été conçue pour obtenir un rendu optimal aussi bien sur le web qu'en impression ou sur des interfaces mobiles. Elle est quasi identique à la police Droid Sans, mais se distingue par des caractères plus larges et par ses déclinaisons en italique.